# 中島規巨
中島規巨（なかじま のりお、1961年 - ）は日本の実業家。 村田製作所社長。

## 経歴
大阪府枚方市出身。1985年同志社大学工学部卒業、村田製作所入社。2006年モジュール事業本部通信モジュール商品事業部事業部長。2013年取締役常務執行役員。2020年非創業家として初めて代表取締役社長に就任。